# Brève migratrice
Pitta nympha
Espèce
Statut de conservation UICN

 VU A2cd+3cd+4cd : Vulnérable
Statut CITES
La Brève migratrice (Pitta nympha) est une espèce de passereau appartenant à la famille des Pittidae.

## Répartition
Pendant la saison de reproduction, on trouve cette espèce au Japon, en Corée du Sud, en Chine et à Taïwan. En hiver, elle est en Malaisie, à Brunei et en Indonésie.